# 氷ノ山

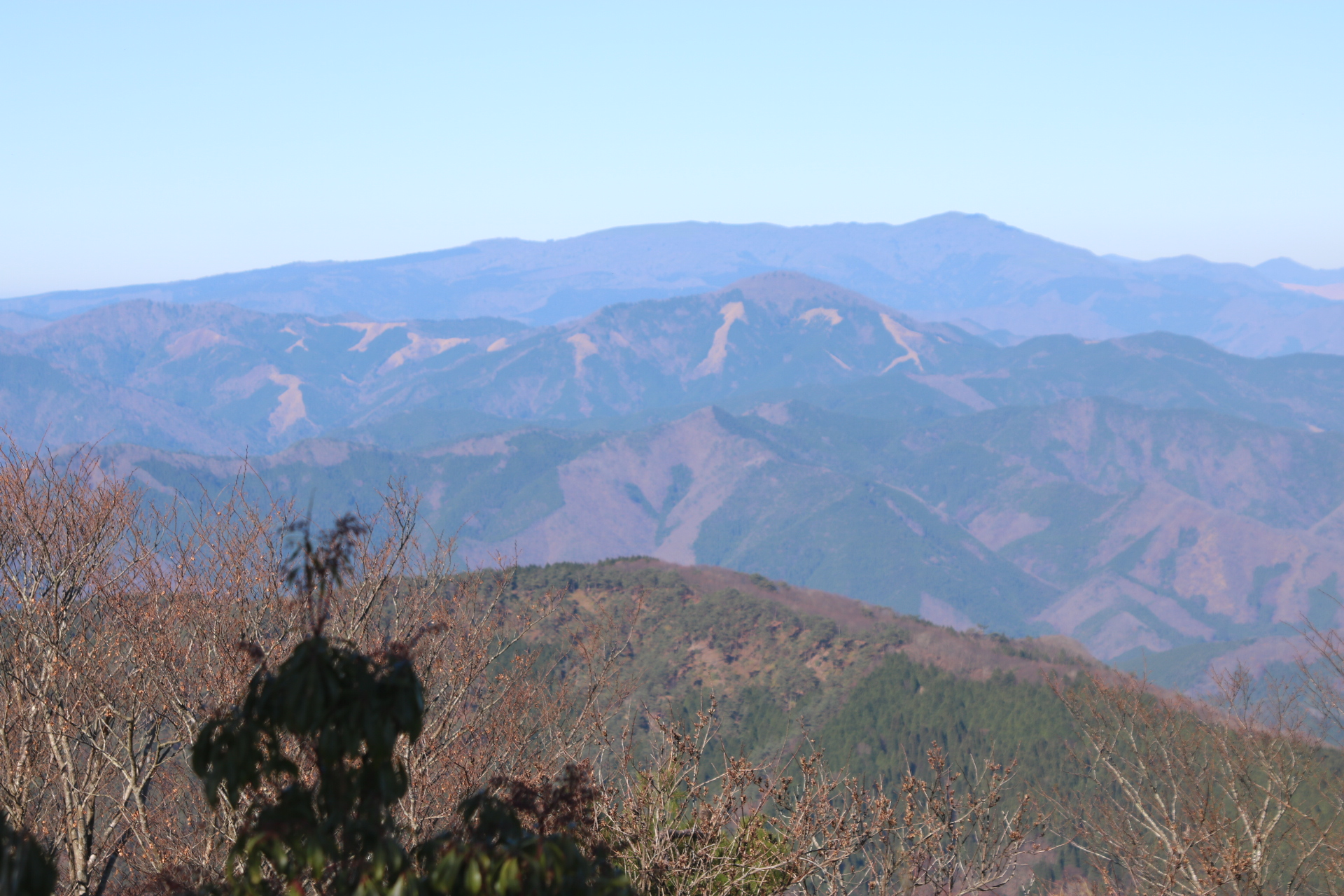
千町ヶ峰から見た氷ノ山

氷ノ山（ひょうのせん）は、兵庫県養父市と鳥取県八頭郡若桜町との県境にある標高1,510mの山である。須賀ノ山とも呼ばれる。日本二百名山やふるさと兵庫50山のひとつに選定されている。

## 概要
氷ノ山は兵庫県最高峰で、中国地方では大山に次ぐ高峰である。標高800m以上の山腹にはブナの自然林が残り、天然記念物のイヌワシやツキノワグマが生息する。
瀞川平や那岐山などとともに氷ノ山後山那岐山国定公園に指定されている。豪雪地帯に位置するため近代以降、西麓および東麓とその北隣の鉢伏山にかけて多くのスキー場が建設されているがそれ以外は原生林が保全されており「21世紀に残したい日本の自然100選」や「日本の秘境100選」などに選ばれている。
稲羽誌によれば、天照大神が旭日に映える樹氷を見てヒエの山と呼んだことが名前の由来であるといわれている。山麓の舂米集落には天照大神の御製が伝わる。鳥取県側では、伊勢道として、天照大神が実際に通られた道として、江戸時代には伊勢参りの際に利用された。伊勢道の途中に天照大神が腰掛けたとされるさざれ石がある。（平成21年6月10日日本海新聞記事より）

## 形成史
氷ノ山は約258～255万年前に噴出した安山岩質溶岩（氷ノ山火山岩）からなる。約310～220万年前（新第三期鮮新世ピアセンジアン～第四紀更新世ジェラシアン）に形成された複成火山の一部であり、北部に隣接する鉢伏山、瀞川山、扇ノ山の山腹部、牛ヶ峰山などと合わせて「照来（てらぎ）」という名称で第四紀火山（約258万年前以降に噴出した火山）に区分されている。
照来火山の活動初期（約310万年前）には、現在の氷ノ山の北約10km地点において大量の火砕流の噴出が生じ、大規模な陥没カルデラ（照来カルデラ：東西14km×南北17km）が形成された。陥没した凹地部分には湖が形成され、初期には層厚200m程度の湖成礫層（湯谷礫岩層）が堆積し、その上位には最大層厚500m以上の湖成泥層（春来泥岩層）が堆積した。この湖成泥層の堆積とほぼ同時期（約280～約250万年前）に安山岩質火山活動が開始し、約260万年前に活発化した。氷ノ山の山頂部（標高約1000m以上の部分）を構成する氷ノ山火山岩は、この活発な安山岩質火山活動のなかで形成された岩体の１つである。陥没カルデラはこれらの安山岩質溶岩と湖成堆積物により埋積され、現在の地形としては残存しておらず、照来コールドロン（地質構造から推定されるカルデラ）と呼ばれている。

## 主な登山ルート
兵庫県側
- 東尾根コース： 氷ノ山国際スキー場（奈良尾キャンプ場） ⇒ 東尾根避難小屋 ⇒ 神大ヒュッテ ⇒ 山頂避難小屋 （登り170分、下り120分）
- 大段ヶ平コース： 大段ヶ平登山口 ⇒ 大段ヶ平 ⇒ 神大ヒュッテ ⇒ 山頂 （登り150分、下り120分）
- 氷ノ山越コース： 福定親水公園 ⇒ 地蔵堂 ⇒ 氷ノ山越（氷ノ越） ⇒ 山頂（登り175分、下り140分）[5]
- 坂ノ谷コース： 坂ノ谷登山口⇒ 二ノ丸 ⇒ 山頂（登り225分、下り180分）[5]
- 殿下コース： 殿下登山口⇒  二ノ丸 ⇒ 山頂 (登り175分、下り140分）[5]

鳥取県側
- 氷ノ越コース： わかさ氷ノ山キャンプ場 ⇒ 氷ノ越 ⇒ 仙谷分岐 ⇒ 山頂 （登り120分、下り90分）
- 仙谷コース： わかさ氷ノ山スキー場 ⇒ 仙谷分岐 ⇒ 山頂 （登り150分、下り105分）
- 三の丸コース： わかさ氷ノ山スキー場 ⇒ 三ノ丸避難小屋 ⇒ 山頂 （登り170分、下り110分）

## 交通アクセス
兵庫県側登山口まで
JR山陰本線 八鹿駅から全但バス「鉢伏」行で約50分、「福定」下車
鳥取県側登山口まで
若桜鉄道若桜駅から若桜町営バス舂米線で約25分、「氷ノ山ふれあいの里」下車（冬季は「氷ノ山スキー場」まで運行）
高速道路(兵庫県側)
北近畿豊岡自動車道 八鹿氷ノ山ICから国道9号を経由し関宮小代線で「氷ノ山スキー場」方面へ

## 山内にある施設
- 氷ノ山国際スキー場
- わかさ氷ノ山自然ふれあいの里
  - 鳥取県立氷ノ山自然ふれあい館響の森 - 日本最大のジオラマでブナの森を再現する自然系博物館
  - わかさ氷ノ山キャンプ場
  - 氷ノ山高原の宿氷太くん
- わかさ氷ノ山スキー場

## 周辺
- 音水渓谷（水源の森100選） - 原不動滝（日本の滝100選）
- 瀞川渓谷（日本の秘境100選） - 瀞川不動滝
- 瀞川平（兵庫県観光100選第1位） - 但馬高原植物園、兵庫県立木の殿堂
- 天滝渓谷（森林浴の森100選） - 天滝（日本の滝100選）
- 熊波渓谷
- 久須部渓谷 - 要滝、三段滝、鈴滝
- 鉢伏山
- ハチ北高原
- 兎和野高原（日本百景） - 兎和野高原野外教育センター

## ギャラリー

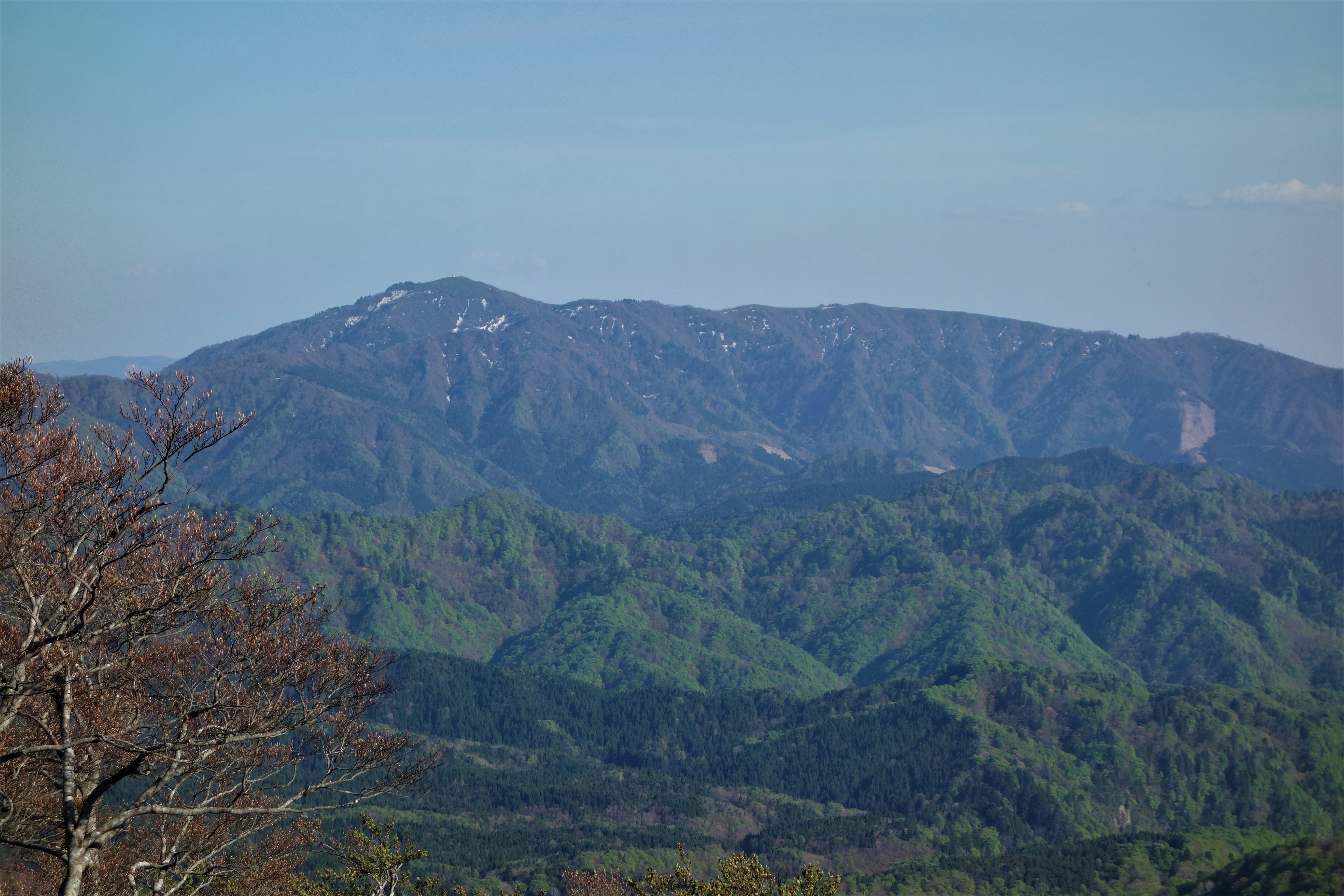
扇ノ山から見た氷ノ山
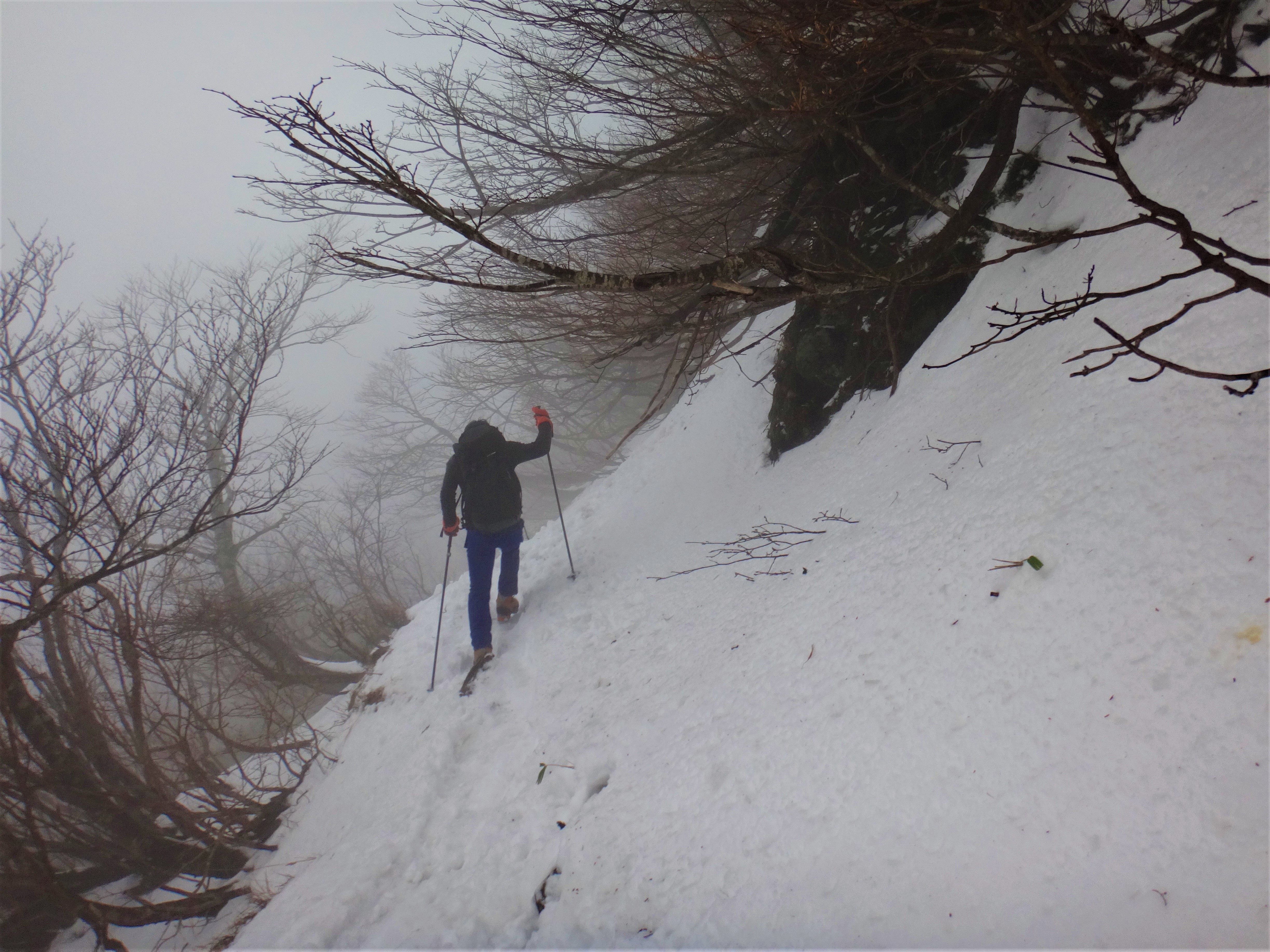
こしき岩付近の斜面
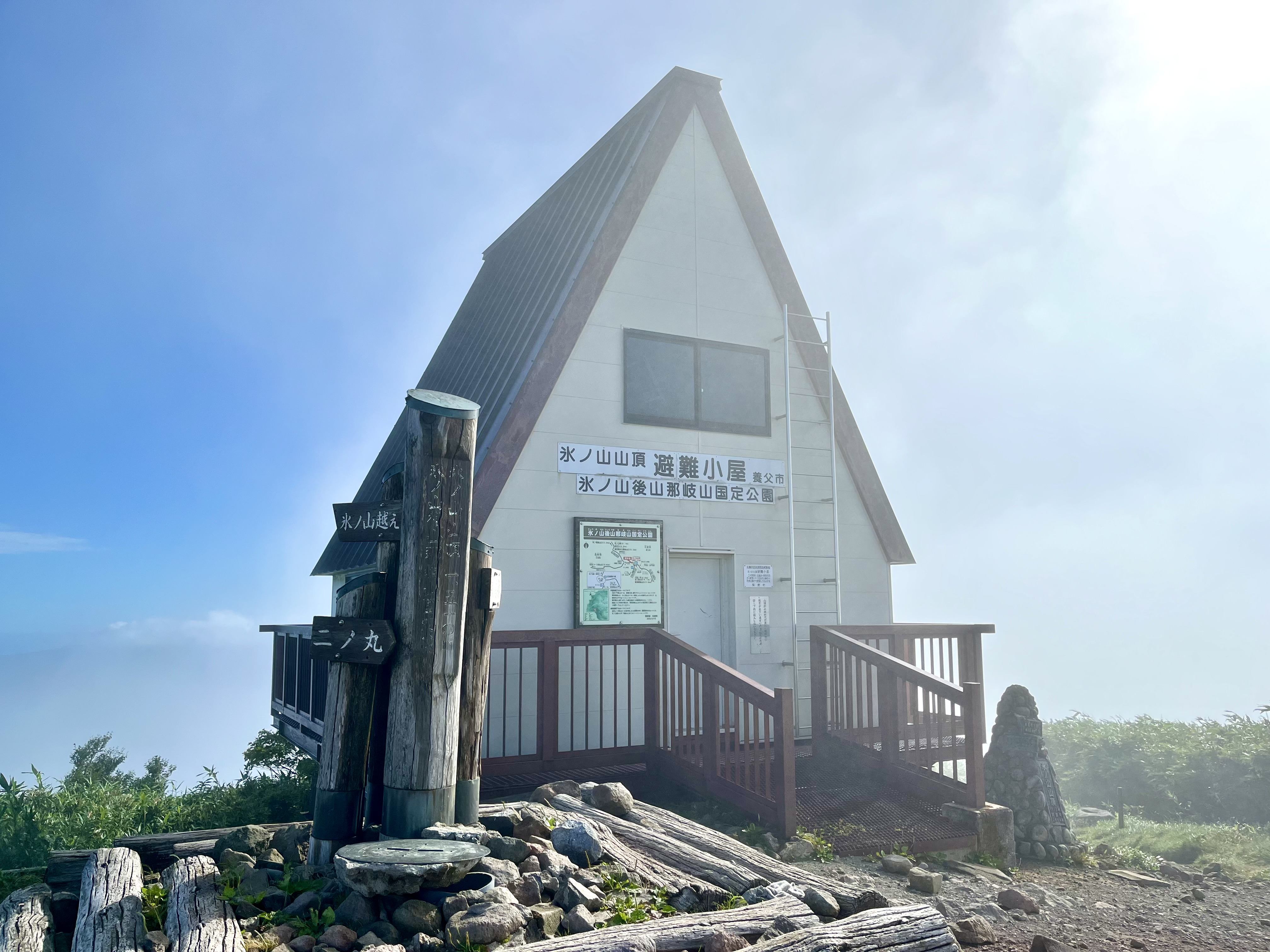
氷ノ山山頂と避難小屋
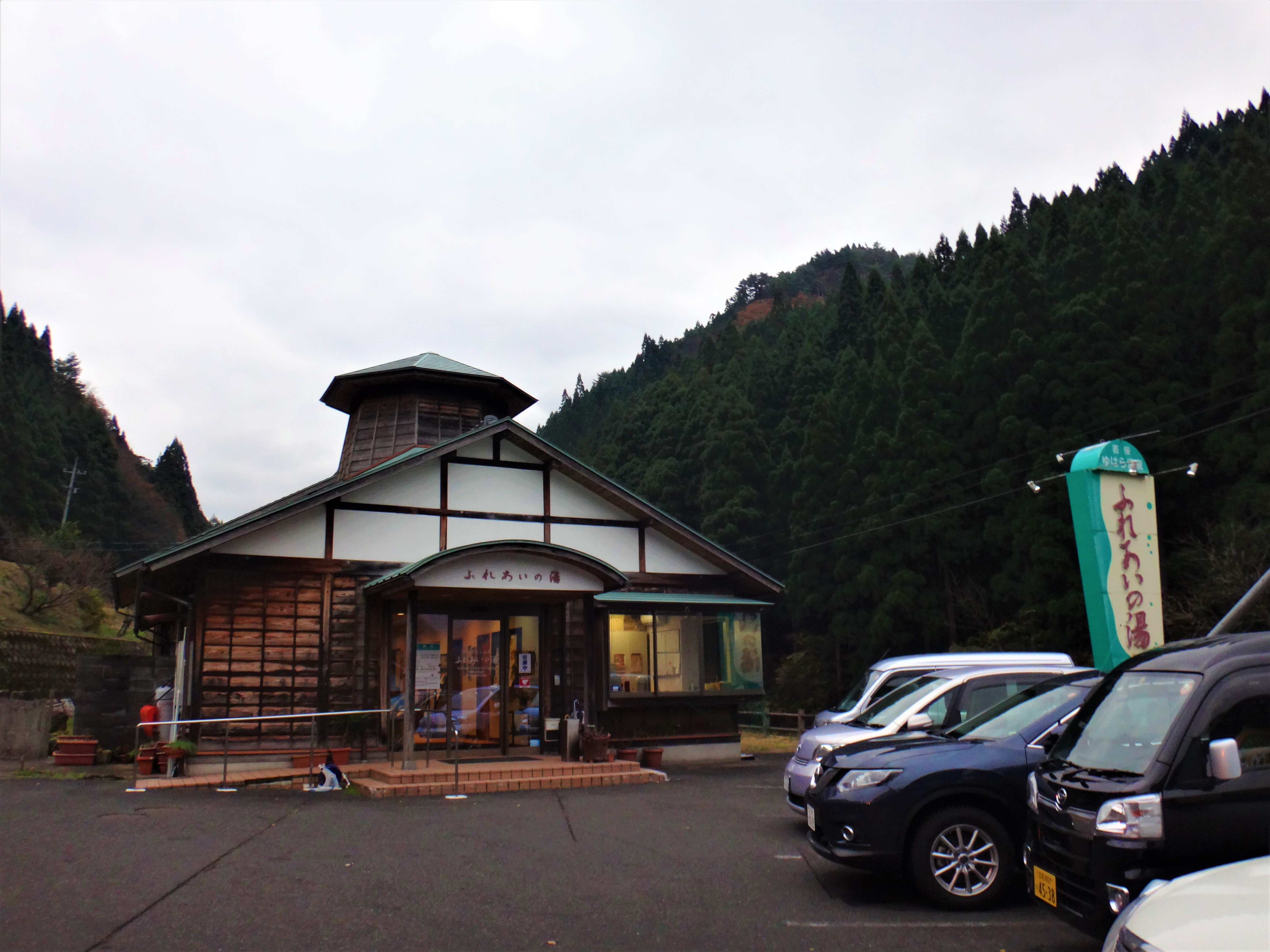
若桜町立ゆはら温泉